# Craspedosis angustipennis
Craspedosis angustipennis là một loài bướm đêm trong họ Geometridae.